# ميليسورغوي
ميليسورغوي (Μελισσουργοί) هي مدينة في أرتا في مقاطعة كينتريكي إلادا في اليونان.